# Художній образ
Худо́жній о́браз — особлива форма естетичного освоєння світу, за якої зберігається його предметно-чуттєвий характер та його цілісність.

## Породження, природа образу
Предмети та явища навколишнього світу відбиваються у свідомості людини під впливом реальної дійсності, в певних образах, що виконують звичайну роль у процесах пам’яті, уяви та мислення. 
Виникають у свідомості людей сприйнятої за допомогою органів чуття. Вони є копіями, відбитками дійсності. 
Образи зберігаються в пам'яті і можуть бути відтворені уявою. 
Але, окрім образа-уявлення у свідомості виникає й глибший образ-узагальнення як складна форма мислення, що вбирає до себе загальне та особливе. Таке узагальнення є основою художнього образу, який відбиває реальний стан співвідношення форми й змісту життєвих явищ, несе в собі все естетичне багатство дійсності. На думку Ю. Борєва, художній образ — це таке узагальнення, яке розкриває в конкретно-чуттєвій формі суттєве для ряду явищ.

### Значення
На основі образів пам'яті митець створює нову, доповнену, реальність — художній образ, який, у свою чергу, викликає у свідомості людей (слухачів, глядачів) низку уявних образів.
У художньому творі образ виступає на перший план, і через нього пізнається значення, думка, ідея.

## Творення
Засоби творення Х. О.: узагальнення, типізація, абстрагування, асоціативність.

## Передача
Естетичний зміст художнього образу передається художньою формою, для створення якої автор використовує комплекс різних засобів виразності, а саме: колір, світлотінь, композиція, фактура, перспектива та інші засоби — у малярстві; тембр, інтонація, ритм, артикуляція, динаміка, агогіка тощо — у музиці; метафора, епітет, гіпербола, антитеза та у літературі.

## Ознаки образу
- предметність
- змістове узагальнення та описовість
- образи деталей, обставин.
- змістові образи: індивідуальні, загальнолюдські.

## Класифікація образів за об'єктом змалювання
- образи-персонажі
- образи-пейзажі (картина літнього поля в новелі «Intermezzo»)
- образи-речі (мотовило у повісті «Кайдашева сім'я»)
- образи-емоції (Моя втома у новелі «Intermezzo»)
- образи-поняття (ганьба, честь…)
- образи-події (розгортання конфліктів у творі)
- образ-інтер'єр
- образ-символ (Україна, доля у Т. Шевченко)
- образ-алегорія

## Класифікація образів за способом творення і сприйняття
- слухові
- зорові
- дотикові
- смакові
- запахові